# دونایسکا ستردا
دونایسکا ستردا (به اسلواکی: Dunajská Streda) یک شهرک با جمعیت ۲۳٬۴۶۷ نفر که در Dunajská Streda District، اسلواکی واقع شده‌است.